# Guerres civiles romaines
Pour les articles homonymes, voir Guerre civile.
La Rome antique a connu plusieurs guerres civiles, particulièrement lors de la fin de la République romaine. Cet article les recense.

## Contexte
Dans le contexte du droit romain, la guerre civile ne désigne qu'une guerre opposant des citoyens romains. Ne sont donc pas comptées comme telles les guerres serviles dirigées contre les révoltes d'esclaves, exclus par définition de la communauté politique, ni la guerre sociale qui opposa les citoyens romains à leurs alliés.
Les guerres civiles se développèrent dans le dernier siècle de la République romaine à partir de l'opposition entre populares et optimates, l'assassinat en -133 du premier des frères Gracques instaurant l'irruption claire de la violence dans le jeu politique. Après la première guerre civile opposant marianistes et syllaniens, les conflits d'ambitions des grands généraux (imperatores) vinrent se greffer sur l'opposition entre populares et optimates. Les conflits culminèrent alors autour de la personne de Jules César puis de son héritage, jusqu'à ce qu'Auguste parvînt à ramener la paix et l'unité dans l'empire.
Dès lors le statut de guerre civile à Rome changeait : la guerre civile n'était plus le lieu d'expression d'un parti politique contre un autre par les moyens de la violence, mais la contestation du pouvoir de l'empereur en place par un usurpateur, ou la lutte entre deux usurpateurs.

## Liste

### République
La crise de la République romaine est une longue période d'instabilité politique et d'agitation sociale qui s'étend environ de -133 à -30 :
| Dates     | Conflits | Résultats                                                       |
| --------- | --- | --------------------------------------------------------------- |
| -88 à -86 | Première guerre civile entre les partisans de Sylla et les forces de Caius Marius                                                     | victoire de Sylla                                               |
| -83 à -72 | Guerre sertorienne entre Rome et les provinces d'Hispanie sous le commandement de Quintus Sertorius, partisans de Caius Marius        | victoire de Pompée                                              |
| -82 à -81 | Seconde guerre civile entre les partisans de Sylla et de Marius                                                                       | victoire de Sylla                                               |
| -77       | Rébellion de Marcus Aemilius Lepidus contre le régime mis en place par Sylla                                                          | défaite de Lépide                                               |
| -63 à -62 | Conjuration de Catilina opposant le Sénat aux partisans de Catilina                                                                   | victoire sénatoriale                                            |
| -49 à -45 | Guerre civile de César entre Jules César et les Optimates, initialement conduits par Pompée                                           | victoire de Jules César                                         |
| -43       | Guerre civile de Modène entre l'armée du Sénat (conduite par les consuls Pansa et Hirtius accompagnés d'Octavien) contre Marc Antoine | repli de Marc Antoine vers le sud de la Gaule, mort des consuls |
| -43 à -42 | Guerre civile des Libérateurs entre le second triumvirat et les Libérateurs (Brutus et Cassius, assassins de César)                   | victoire du second triumvirat                                   |
| -44 à -36 | Révolte sicilienne entre le second triumvirat (particulièrement Octavien et Agrippa) et Sextus Pompée                                 | victoire du second triumvirat                                   |
| -41 à -40 | Guerre de Pérouse entre les forces d'Octavien et celles de Lucius Antonius et Fulvie                                                  | victoire d'Octavien                                             |
| -32 à -30 | Dernière Guerre civile de la République romaine opposant Octavien et Agrippa à Marc Antoine et Cléopâtre VII                          | victoire d'Octavien                                             |

### Empire

#### Auguste
Après -30, Rome est unifiée sous le commandement d'Octave. En -27, Octave reçoit le titre d'Auguste du Sénat. Ces deux dates sont considérées comme fin de la République et le début de l'Empire romain. La période qui suit est connue comme Pax Augusti (« paix d'Auguste »), début d'une époque nommée Pax Romana (« paix romaine »). La guerre civile sérieuse suivante ne se produit pas avant le suicide de Néron, en 68.

#### Haut-Empire
| Dates   | Conflits | Résultats |
| ------- | --- | --- |
| 68-69   | Année des quatre empereurs où Galba, Othon, Vitellius et Vespasien règnent successivement | après la prise du pouvoir par les Flaviens et ensuite les Antonins, l'Empire romain connait une longue période de paix et de calme.                                           |
| 193-197 | Deuxième « année des quatre empereurs » : après l'assassinat de Commode en décembre 192 et le court règne de Pertinax qui est à son tour tué en mars 193, la prise du pouvoir par Didius Julianus est contestée par Septime Sévère, Pescennius Niger et Clodius Albinus. | Septime Sévère reste seul maître de l'Empire après avoir éliminé Didius Julianus en 193, Pescennius Niger en 194 et Clodius Albinus en 197. Début de la dynastie des Sévères. |

#### Crise du troisième siècle
La crise du troisième siècle décrit la période de troubles débutant à la mort de Sévère Alexandre en 235 et s'étendant jusqu'à l'avènement de Dioclétien en 284-285. La période 235-253 est également nommée « Anarchie militaire » ; si le terme tend à être abandonné en raison de son manque de pertinence, la période longtemps désignée sous ce terme connaît un nombre élevé d'usurpations et de guerres civiles entre prétendants à l'Empire.
| Dates   | Conflits | Résultats                                                |
| ------- | --- | -------------------------------------------------------- |
| 238     | Année des six empereurs : Maximin Ier le Thrace, empereur régnant, est contesté par plusieurs prétendants (Gordien Ier, Gordien II, Maxime Pupien et Balbin) | Maximin Ier le Thrace déposé et remplacé par Gordien III |
| 284-285 | Guerre civile entre Dioclétien et Carin | victoire de Dioclétien                                   |

#### Antiquité tardive
| Dates   | Conflits | Résultats                               |
| ------- | --- | --------------------------------------- |
| 306-324 | Guerres civiles de la Tétrarchie entre les co-empereurs de l'Empire, débutant par l'usurpation de Maxence et la défaite de Sévère | défaite de Licinius par Constantin Ier. |
| 350-353 | Guerre civile entre Constance II et Magnence                                                                                      | victoire de Constance II                |
| 360-361 | Guerre civile entre Constance II et Julien                                                                                        | victoire de Julien                      |
| 388     | Guerre civile entre Théodose Ier et Magnus Maximus                                                                                | victoire de Théodose Ier                |
| 394     | Guerre civile entre Théodose Ier et Arbogast                                                                                      | victoire de Théodose Ier                |